# The Art of an Endless Creation
The Art of an Endless Creation – pierwszy koncertowy album DVD+CD polskiej grupy deathmetalowej Dies Irae. Wydawnictwo ukazało się 12 stycznia w Polsce i 20 stycznia 2009 roku na świecie nakładem Metal Mind Productions. 

## Lista utworów
| Album Sculpture of Stone, CD 1. "Beyond All Dimensions" – 4:19 2. "The Hunger" – 3:38 3. "Unrevealed by Words" – 3:58 4. "The Art of an Endless Creation" – 3:40 5. "Trapped in the Emptiness" – 4:15 6. "The Plague" – 3:17 7. "The Oceans of Filth" – 4:20 8. "The Beginning of Sin" – 6:19 9. "Sculpture of Stone" – 5:33 Koncert, Metalmania 2005, DVD 1. "Intro / Beyond All Dimensions" 2. "The Hunger" 3. "Comrade of Death" 4. "Incarnation of Evil" 5. "The Art of an Endless Creation" 6. "Zohak" 7. "Infinity" 8. "The Truth" |  | Bonus wideo 1. "Lion of Knowledge" (teledysk) 2. "The Art of an Endless Creation" (teledysk) 3. Live bootleg (Empire Invasion Tour 2004) Bonus audio - "Die of Satan" - Fear of God (demo 1994) 1. "Intro - Evil" - 01:41 2. "Unheavenly Salvation" - 03:23 3. "Fear of God" - 02:45 4. "Dies Irae - Part I" - 01:52 5. "Blasphemous Words" - 06:08 6. "Dies Irae - Part II" - 02:45 - "Internal Sin War" Dodatki - Galeria zdjęć - Biografia - Dyskografia - Tapety na pulpit - Linki www |

## Twórcy
- Maurycy "Mauser" Stefanowicz - śpiew, gitara
- Krzysztof "Doc" Raczkowski - perkusja
- Jacek Hiro - gitara
- Marcin "Novy" Nowak - gitara basowa, śpiew
- Witold "Vitek" Kiełtyka - perkusja